# 小林酒造 (栃木県)
小林酒造株式会社（こばやししゅぞう）は、栃木県小山市卒島にある日本酒メーカーである。吟醸酒を中心とした酒づくりをしており、「鳳凰美田」の銘柄で知られる。

## 沿革

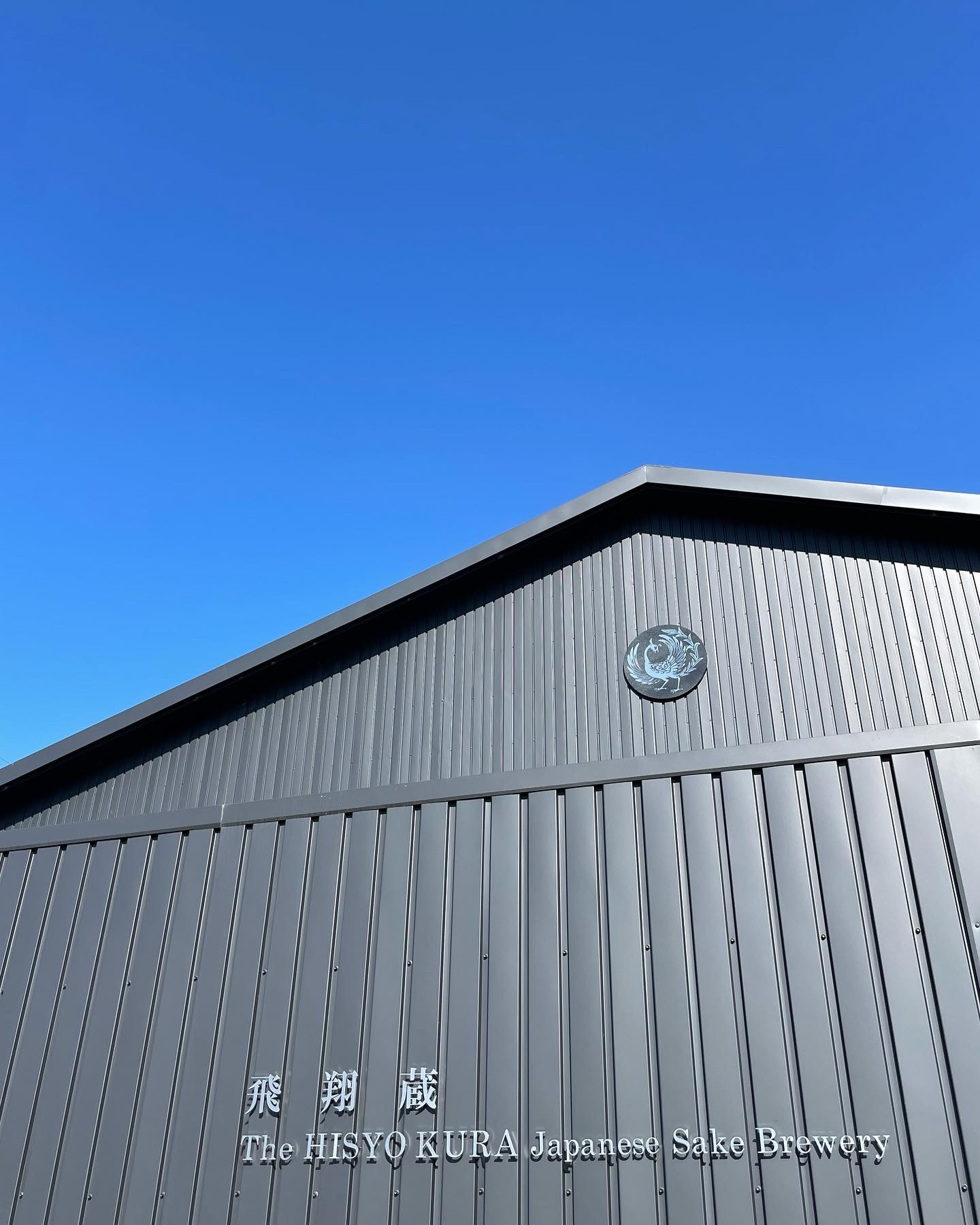
第3工場「飛翔蔵」。2023年10月撮影。

現在の小林酒造は、1872年4月1日（明治5年）に小林米造によって丸越酒店の名で創業された。第二次世界大戦中から戦後まもなくは酒造りを中止して酒販店として経営を続けたが、1954年に操業を再開し、1955年に社名を小林酒造と改める。戦後は主に秋田県の大手酒造メーカーの下請けとして日本酒づくりを続け、最盛期には年間1000石もの生産量を誇ったが、日本酒のブームが下火になるにつれて下請け仕事は減少の一途を辿っていた。
そんな中、5代目の小林正樹が東京農業大学農学部を卒業後、都内の醸造試験所で2年間の修業を経て1992年に小林酒造を継いだ。この時の小林酒造は家族以外の従業員は2人のみであり、年間生産量は最盛期の10分の1に近いわずか120石、正樹自身この時の小林酒造について「県内で一番小さな会社だった」と述べている。経営状況についても「廃業寸前でした。それくらいひどいスタートだったんです」と述べている。小林酒造に入社した正樹は生産方針を大きく変え、1994年に「鳳凰美田」を発売、1995年には普通酒や本醸造を製造せず吟醸酒だけを製造するようにした。正樹の妻・真由美は岩手県の酒類総合研究所に指導官として勤めていた経歴があり、彼女の協力のもと改革を進めていったという。真由美はその後2023年1月時点でも醸造責任者を務めており、正樹は彼女の酒造りを「センスも良いし、神（かみ）ってる」と高く評価している。また、社長である4代目・小林甚一郎は「先代の父は私の言うことを聴いてくれず、苦労した」という理由から「新商品の企画は専務（小林正樹）に任せっきり」と述べており、正樹に裁量を与えたことが結果的に成功につながったと振り返っている。2004年、2005年には目標としていた全国新酒鑑評会で金賞を獲得した。
2014年には栃木県栃木市内の惣社東産業団地に第2工場を新設し、吟醸酒をベースとしたフルーツリキュールの生産工場として稼働させている。リキュールの生産能力は新設前の倍となる400,000リットルであり、本社工場は日本酒づくり専門となる。
2022年5月には第3工場「飛翔蔵」が竣工した。飛翔蔵は清酒づくりに特化しており、小林酒造全体としての清酒生産能力は竣工以前の2倍となる年間800,000リットルとなった。それに伴って本社工場では醸造タンクを従来の金属製のものから木桶に置き換えており、伝統的な酒造りへの回帰を目指している。

## 製造
日本酒づくりに使用する米は山田錦をはじめとした酒造好適米である。すべて契約農家から仕入れており、栃木をはじめ全国の農家数百軒と契約をしている。仕込み水には思川の伏流水を使用。小山の水は硬水であり、酵母が発酵しやすいという。酵母は栃木県酵母を中心に何種類かをブレンドして使用しているほか、ワイン酵母を使ったユニークな酒造りにも挑戦している。

## 商品
「鳳凰美田」「鳳凰金賞」「美田鶴」の3種類の日本酒を作り分けているほか、果実と日本酒を使ったリキュール、日本酒ベースのスピリッツなどを製造している。

### 日本酒
主要銘柄の「鳳凰美田」（ほうおうびでん）は、1994年にはじめて発売された。その名は、高級酒を普通酒と区別する用語である「鳳凰」と、小林酒造の所在地がかつて美田村（みたむら）に属していたことに由来する「美田」とを組み合わせたものである。

### リキュール
吟醸酒をベースに柚子、梅、桃などを使ったリキュールも製造しており、毎年安定した味になるよう原料の果物は収穫時期を固定しているほか、原料の特性に合わせて砂糖などの原料も調整されているという。細胞を細かく砕く特殊技術が使われており、それに由来するトロっとした舌触りが特徴である。
リキュールの中でも特に「鳳凰美田 完熟もも」は、2013年の天満天神梅酒大会のリキュール部門で優勝している。天満天神梅酒大会の総評では「すりつぶした桃のかおり。圧倒的果肉の繊維感があり、桃の果実感をここまで表現したのは凄すぎる」と評価された。。日本酒ベースのリキュールを製造し始めた理由として、リキュールは日本酒より客層が広いことを挙げており、日本酒にあまり親しみのない若年層や女性層へのリーチを意識してのことであるという。

### スピリッツ
地元・日光の米と水で作ったスピリッツを日光産のミズナラ樽で熟成させた、地元産を前面に押し出した製品を展開している

## 評価
SAKETIMEの日本酒人気ランキング（2020年2月26日時点）では13位にランクインしている。小林正樹は2017年時点の鳳凰美田の人気について「醸造する前から、販売する酒販店が決まっている」状況であると述べている。
2012年には日本航空の国際線ビジネスクラスに採用されたほか、「鳳凰美田 純米大吟醸 水分神（みくまり）」はザ・リッツ・カールトン日光のダイニングで提供されている。

### 風味
酒食ジャーナリストの山本祥子は鳳凰美田を「フレッシュ感があり、マスカットを思わせる爽やかな日本酒」であると述べている。毎日新聞は味わいについて「マスカットやメロンのような華やかな吟醸香が特徴」であると述べている。小林正樹は鳳凰美田の味わいについて「マスカットのような香りと米の輪郭を感じる」酒であると述べている。

### 受賞歴
全国新酒鑑評会
- 平成14酒造年度 - 「鳳凰美田」金賞受賞[18]
- 平成18酒造年度 - 「鳳凰美田」金賞受賞[19]
- 平成24酒造年度 - 「鳳凰美田」金賞受賞[20]
- 平成27酒造年度 - 「鳳凰美田」金賞受賞[21]
- 平成28酒造年度 - 「鳳凰美田」金賞受賞[22]
- 平成30酒造年度 - 「鳳凰美田」金賞受賞[23]
- 令和3酒造年度 - 「鳳凰美田」金賞受賞[24]